# Cromlech de Vale Maria do Meio
Le cromlech de Vale de Maria do Meio est une enceinte mégalithique situé dans la freguesia de Nossa Senhora da Graça do Divor (pt), sur le territoire de la municipalité d'Évora (district d'Évora, Portugal),. 
Il est classé Monument national depuis 2013 .

## Localisation
Le cromlech de Vale Maria do Meio se situe dans une zone riche en monuments mégalithiques. Il se trouve à environ un kilomètre au sud des Antas de Valeira, deux dolmens ou tombes mégalithiques du néolithique, et à 1,5 km au nord-est du cromlech de Portela de Mogos. Le cromlech des Almendres, site mégalithique majeur, se trouve à environ dix kilomètres au sud-ouest. 

## Description
Le cromlech a été identifié en 1993 par une équipe d'étudiants de l'Université de Lisbonne, dirigée par Manuel Calado. Des fouilles menées en 1995, financées par les autorités locales et dirigées par le professeur Calado, ont permis d'identifier 34 menhirs de granite, principalement de forme ovale et d'une hauteur moyenne de 1,74 m. On pense qu'ils proviennent d'un affleurement granitique au sud du site. Suggérant une fonction astronomique, les pierres forment une arche allongée orientée est-ouest, d'environ 37 m de long et 25 m de large, les plus grands monolithes étant situés au point culminant du site, à l'ouest.
La plupart des pierres sont bien conservées, bien que certaines présentent des fractures. Des gravures de cercles, de fers à cheval et de croissants lunaires ont été découvertes sur deux des menhirs, ressemblant beaucoup à celles du cromlech des Almendres. La disposition des menhirs a suggéré aux archéologues que ce monument a été construit en deux phases distinctes. En décembre 1995, une tentative a été menée pour comprendre les efforts nécessaires à la construction des cercles de pierres. Grâce à des cordes, des rondins et à 70 bénévoles, la plupart des monolithes ont pu être soulevés. 
Les fouilles de 1995 ont consisté en un échantillonnage contrôlé du sol de différentes unités stratigraphiques. La zone a été fortement utilisée pour l'agriculture depuis au moins l'époque romaine, ce qui a limité les découvertes. Cependant, les artefacts recueillis comprenaient des fragments de meules, des céramiques, des grattoirs, des ciseaux, des éclats, des plaques et des éclats. Tous ces objets sont conservés à l'Unité d'Archéologie de la Faculté des Lettres de l'Université de Lisbonne.

## Galerie

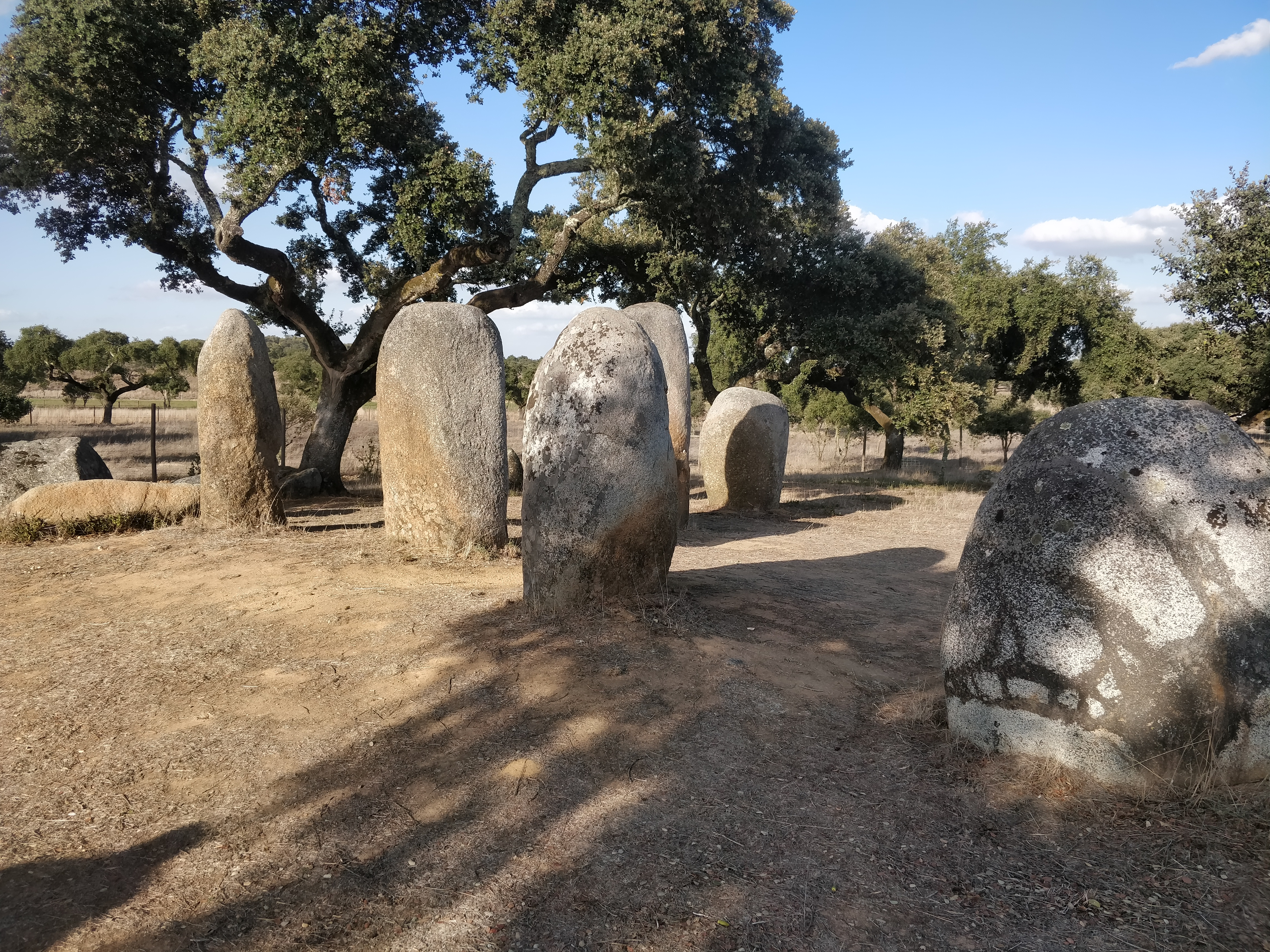
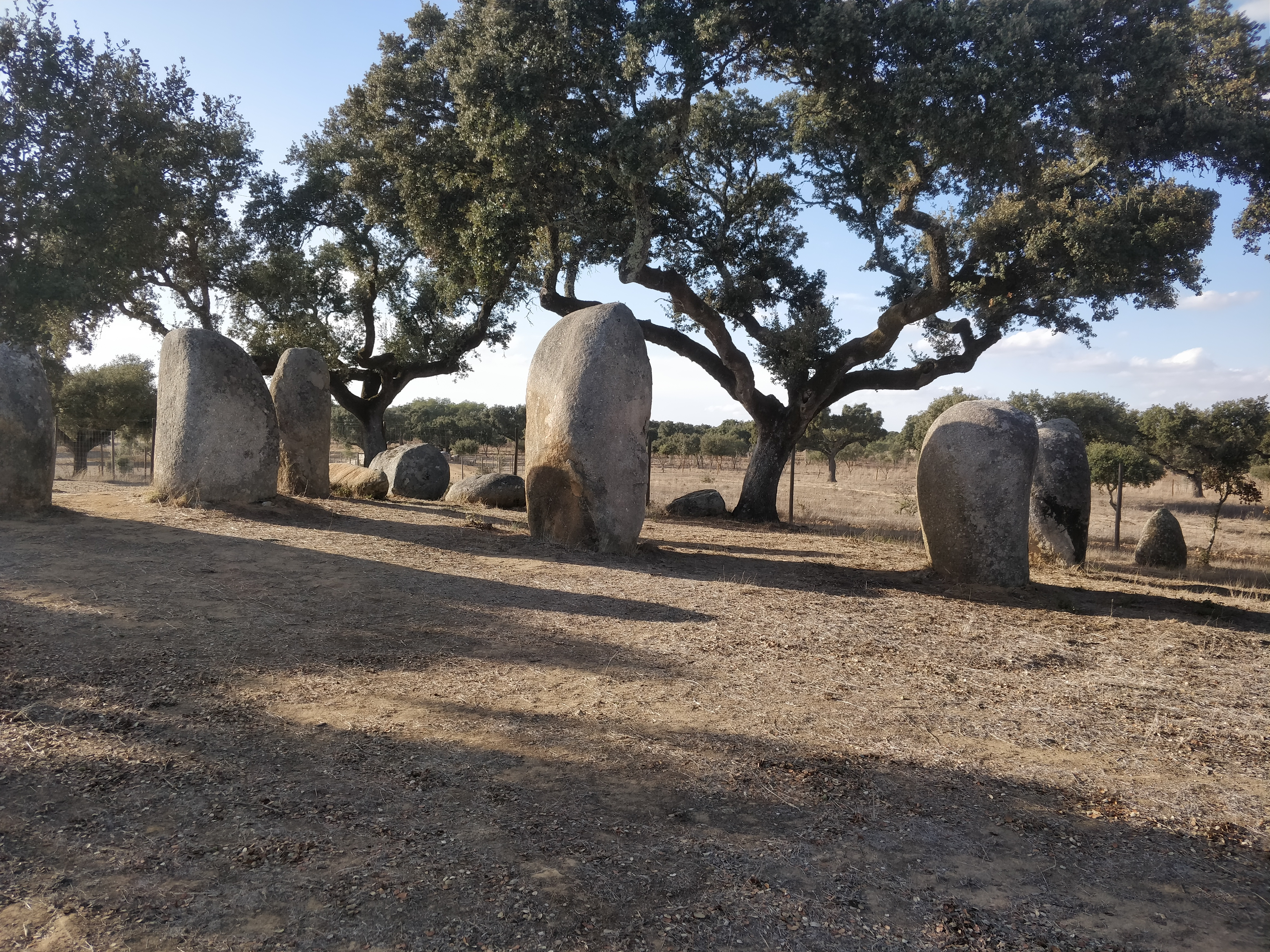